# Longue Distance (groupe)
Pour les articles homonymes, voir Longue Distance.
Longue Distance est un groupe rock francophone originaire du Québec (Trois-Rivières et La Pocatière). Le groupe a été fondé en 1998.

## Composition

### Membres actuels
- Nicolas Bélanger: chant, guitare acoustique, harmonica (1998-)
- Jean-François Carrier : guitare basse, chœur (1998-)
- Michel Loranger : guitare électrique, chœur (1999-)
- André Morneau : guitare électrique, guitare acoustique, chœur (2001-)
- Steve Caron  : , batterie,  chœur (2010-)

### Anciens membres
- Dave Millette : batterie (1999-2005)
- Éric St-Arnaud : guitare électrique (1998-1999)
- Martin Boucher : percussion (1998-1999), guitare électrique (1999-2001)
- Nicolas Gosselin : batterie, chœur (2005-2008)

## Histoire du groupe
Le groupe Longue Distance tient ses origines d’un trio folk nommé Belzébuth qui était à l’époque formé de Nicolas Bélanger (chant, guitare acoustique),  Éric St-Arnaud (guitare électrique) ainsi que Martin Boucher (percussion). À l’automne 1998, le trio décide de donner un son plus électrique à leur musique et c’est à ce moment que le son de Longue Distance commencera à se faire entendre sous le nom de Belzébuth. Ce changement marque l’arrivée de Jean-François Carrier à la basse.
À l’hiver 1999, Martin Boucher se blesse gravement à la jambe et ne peut alors pas continuer à évoluer dans la formation. C’est ainsi que Dave Millette fera son arrivée à la batterie.
Au printemps 1999, Éric St-Arnaud quitte le groupe. Sans le savoir, le groupe se retrouve alors formé de trois des quatre membres originaux de ce qui s’appellera bientôt Longue Distance.
À l’été 1999, soit quelques mois après le départ d’Éric St-Arnaud, le groupe recrute un nouveau guitariste pour remplacer ce dernier. Michel Loranger fera ainsi son arrivée au sein de la formation. C’est à ce moment que le groupe devient officiellement « Longue Distance ». Le groupe enregistre un démo de 5 chansons qui comprend « Hey! Le bum », « Pourquoi? », « Chtécœuré », « Penser avant d’agir » et « L’émeute ». Trois de ces cinq chansons figureront éventuellement sur le 1er album du groupe. Un total d’environ 500 copies de ce démo seront vendues.
À l’automne 1999, Martin Boucher, alors remis de sa blessure, effectue un retour en tant que guitariste. La pièce « Penser avant d’agir » s’accroche 8 semaines au sommet des palmarès francophone de la station CFOU 89.1 FM à Trois-Rivières.
En 2000, le groupe fait des expériences, compose, donne des spectacles et participe à différents concours. La chimie s’installe de plus en plus.
À l’hiver 2001, Martin Boucher quitte à nouveau le groupe. C’est alors qu’André Morneau, un bon ami d’enfance de Nicolas Bélanger, fera son arrivée pour le remplacer à la guitare électrique.
Au printemps 2001, le groupe donne des spectacles d’envergure à Trois-Rivières. Ils font salle comble à 3 reprises au Maquisart et réunissent 1200 personnes à la Salle J-A Thompson.
À l’été 2001, le groupe entre dans une période intensive de composition tout en faisant la tournée des festivals. L’automne arrivé, le groupe procède à l’enregistrement de la pièce qui s’avèrera être leur premier succès qui les fera connaître en dehors de Trois-Rivières, « Abitibi ». En attendant d’avoir suffisamment de leurs propres compositions, les gars de Longue Distance continuent de faire des spectacles dans les bars en faisant des « covers » en plus de leurs quelques pièces originales.
C’est à l’hiver 2002 que la chanson « Abitibi » fera son entrée dans les stations de radio du Québec, du Nouveau-Brunswick et de l’Ontario. La pièce se hisse au 1er rang du palmarès de la statio CFJO 97.3 FM à Victoriaville, au 2e de la station COOL 98.5 FM à Montréal et en 5e de la station CHOI 98.1 FM à Québec.
Au printemps 2002, le groupe est approché par la compagnie de disques Atlantis. Le groupe enregistre alors toutes ses compositions (environ 35 à l’époque) en prévision d’une possible pré production d’album avec cette compagnie. Le groupe signe finalement un contrat avec Atlantis quelque temps après.
En juillet 2002, le groupe entre donc en phase de pré production. C’est en août qu’ils débuteront officiellement l’enregistrement de leur 1er album à Montréal. À l’automne 2002, l’album éponyme « Longue Distance » est lancé.
Le lancement de l’album coïncide avec la sortie radio de la pièce « Mes 18 ans ». Cette dernière jouera à travers toute la francophonie canadienne en étant bien positionnée dans la plupart des palmarès. C’est à l’autonome 2003 que le groupe tourne le clip de « Mes 18 ans » qui par le fait même sera leur 1er clip en carrière. Celui-ci sera en 1re position du Top 5 francophone de la station de télévision MusiquePlus pendant 2 mois. Au printemps de la même année, le clip « Hey! Le bum » connaîtra également du succès en demeurant également pendant 2 mois dans le Top 5 francophone de Musique Plus. Encore une fois, les festivals s’enchaîneront à l’été.
Au printemps 2004, la compagnie Atlantis procède à une restructuration et libère un certain nombre d’artistes de leur contrat. Longue Distance fera partie du lot. Le groupe ne se laisse pas atterrer par cet événement et décide de devenir totalement autonome au niveau professionnel. C’est ainsi que les membres de Longue Distance fondent la compagnie « Disques Belzébuth » faisant référence à l’origine du groupe. Le guitariste Michel Loranger sera nommé président de la compagnie et occupera également la fonction de gérant du groupe Longue Distance.
Maintenant autonomes, les gars de Longue Distance entrent en pré production de leur 2e album. C’est à l’hiver 2005 que l’enregistrement sera effectué. L’album « Le Silence des Kilomètres » sort dans les magasins le 26 avril 2005. Le groupe partira alors en promotion à travers le Québec. La sortie de l’album se fait au même moment que la pièce « Maudit qu’t’es belle » est diffusée sur les ondes des stations de radio du Québec. La chanson connaît un succès inattendu. Le clip de cette pièce restera dans le Top 5 francophone de Musique Plus durant tout l’été. Ce dernier tournera dans ce palmarès jusqu’au début du mois d’octobre. C’est environ au même moment que le batteur du groupe, Dave Millette, quitte le groupe ne pouvant plus concilier son travail avec les activités de Longue Distance. Il est alors remplacé par Nicolas Gosselin. Ce dernier arrive juste à temps pour le tournage du clip « La Ziguezon », version « rock » de la pièce musicale du groupe folklorique québécois La Bottine Souriante. Encore une fois, ce clip s’installera confortablement dans le Top 5 francophone de Musique Plus pendant quelques semaines.
Au même moment que les derniers événements s’enchaînent (départ de Dave, arrivée de Nicolas, succès de La Ziguezon), le groupe devient porte-parole officiel de « Place aux Jeunes » au Québec. Pour la cause, ils composent et enregistrent la chanson « Je Reviens » afin de motiver les jeunes à revenir dans leur région natale.
À l’hiver 2006, la chanson « Je Reviens » sort à la radio et le groupe tourne un clip pour cette dernière. Une version rééditée de l’album « Le Silence des Kilomètres » est rendue disponible en magasin avec cette nouvelle pièce maintenant incluse (elle n’existait pas encore lors de la sortie de l’album).
Juin 2006, sortie du clip « L’Orage » sur les ondes de Musique Plus et MusiMax ainsi que de la chanson dans les stations de radio.
À l’été 2006, le groupe effectue encore des spectacles dans divers festivals à travers la province de Québec et également en Ontario.
La pièce « La classe moyenne » sort sur les ondes des stations radiophoniques du Québec à la fin d’octobre 2006. Pendant ce temps, le clip « L’orage » se hisse au 1er rang du Top 5 francophone de MusiMax au début du mois de novembre 2006.
En janvier 2007, le groupe entre en studio pour enregistrer son 3e album intitulé « Immortels ». Cet album sort en magasin le 3 avril 2007. Le 1er extrait radio intitulé « Marianne » tourne déjà à la radio depuis 1 mois lors de la sortie de l’album et connait un certain succès dans plusieurs stations de radio du Québec.
En octobre 2007, le groupe signe une entente avec les Disques NewRock. Cette entente entre Longue Distance et NewRock comprend la commercialisation du dernier album, « Immortels », sorti en avril 2007, en plus de la production éventuelle d'un quatrième album.
À l'été 2008, les gars vont pour la première fois traverser l'Atlantique afin de rejoindre le groupe Mes Aïeux pour le Festival Le Retour du Lys à Dinan en Bretagne.
À l'hiver 2008, certaines divergences d'opinions avec Nicolas Gosselin font en sorte que les membres originaux du groupe décident de ne plus avoir de batteur officiel. Ce dernier demeure toutefois avec le groupe en tant que batteur invité.
En janvier 2009, Longue Distance entre en studio pour l'enregistrement de leur 4e album intitulé « Mon Équilibre ». Celui-ci sort en magasin le 26 mai 2009. Le batteur qui a fait les enregistrements est David Robert et celui qui fait dorénavant partie de l'aventure Longue Distance est Steve Caron, originaire de La Pocatière tout comme Nicolas Bélanger et André Morneau. De ce 4e album, 4 chansons ont été propulsés à la radio, soit «Mon équilibre», «J'passe te prendre», «Ne reviens plus» et «Tactique». Malgré des pièces aux sonorités très accrocheuses, le 4e album sera dans l'ombre du projet qu'ils feront aux côtés du rappeur québécois Sir Pathétik sur la chanson «j't'ai failli» ; chansons qui connaîtra un immense succès auprès des adolescents du Québec.
En 2011, Longue Distance entre une fois de plus en studio afin de réaliser son 5e album. Un premier extrait de ce 5e album, intitulé «On va rouler» sort sur les ondes radiophoniques au mois de juin 2011. La sortie de cet album est retardée au mois de février 2013 en raison d'ennuis de santé du chanteur (une corde vocal atrophiée, réhabilitation). La sortie du 5e album «Étourdis» concorde avec le 15e anniversaire de la formation. De cet opus, «Étourdis», «Malheur», «Sur le champ de bataille» et «Ya pu rien d'bon dans mon armoire» tournent tour à tour sur les ondes des différentes radios francophones du Canada.
Le 16 octobre 2020, le groupe sort un nouvel album single avec Libres ET amoureux.

## Discographie

### Singles
- Insomniac - (?)
- Penser avant d'agir - 1999
- Abitibi - 2001
- Mes 18 ans - 2002
- Hey! Le bum - 2002
- Parle-moé - 2003
- Ma révérence - 2003
- L'Épouvantail - 2003
- J'veux l'savoir - 2004
- Maudit qu't'es belle - 2005
- La Ziguezon - 2005
- Je reviens - 2006
- L'Orage - 2006
- La Classe moyenne - 2006
- C'est une jolie fille - 2007
- Marianne - 2007
- Immortels - 2007
- Passe-moé l'crachoir (L'Accalmie) - 2008
- Au fil du temps - 2008
- Mon équilibre - 2009
- J'passe te prendre - 2009
- Ne reviens plus - 2010
- Tactique - 2010
- On va rouler - 2011
- Étourdis - 2013
- Sur le champ de bataille - 2013
- Malheur - 2013
- Y a pu rien d'bon dans mon armoire - 2014
- Un simple murmure - Remix Peakafeller - 2014
- Libres et amoureux  - 2020